# Harrisburg Covered Bridge
Die Harrisburg Covered Bridge (auch als Pigeon River Covered Bridge, East Fork Bridge oder McNutts Bridge bezeichnet) ist eine historische, überdachte Straßenbrücke im Sevier County, im US-Bundesstaat Tennessee, in den Vereinigten Staaten. Sie befindet sich östlich von Sevierville abseits des U.S. Highway 441. Die Brücke, die im King-Post-Truss-Design gestaltet ist, überspannt den East Fork Little Pigeon River.

## Geschichte
Bevor die Harrisburg Brücke 1875 errichtet wurde, existierte an gleicher Stelle die McNutts Bridge, die bei einer Überschwemmung weggespült wurde. Im März desselben Jahres ordnete das Sevier County Court ein Gremium an, die zur Durchführung und Organisation des Baus einer neuen Brücke eingesetzt werden sollte. Gremiumsmitglieder waren J.H. Frame, A.E. Murphy, und D.W. Howard. Wie damals üblich, trug die örtliche Bevölkerung zur Finanzierung bei beziehungsweise lieferte sie Baumaterial, oder betätigte sich als Hilfskraft beim Bau des Projektes. Die freiwilligen Geldspenden summierten sich auf 50 US-Dollar, wobei die Countyverwaltung weitere 25 USD beisteuerte.
Elbert Stephenson Early (1850–1917) bekam den Auftrag als Leiter des Neubauprojekts. Die Early-Familie siedelte in den 1870er Jahren in diesem Gebiet an. Viele der Familienmitglieder waren ausgebildete Handwerker, darunter Tischler, Mühlenbauer, Schlosser und Ingenieure. Elbert beteiligte sich 1877, neben dem Brückenprojekt, mit 50 Prozent an der Kapitalbeteiligung der Newport Mill von Alexander Umbarger. Umbarger war verwandt mit Elberts Ehefrau Clementine (1843–1922).
In den späten Jahren des 19. Jahrhunderts wuchs die Population um Harrisburg, und das Leben im Gebiet florierte aufgrund der vielen ansässigen Mühlen und  Schmiedewerkstätten. Nachdem 1915 eine neue Umgehungsstraße um Harrisburg gebaut wurde, verschwand langsam das Gemeinschaftswesen und viele Menschen zogen ab.
1952 wurde die Brücke mit Hilfe eines Brückenpfeilers aus Beton, der am Baugerippe befestigt wurde, stabilisiert.
In den 1970ern hatte sich der Gesamtzustand der Brücke so verschlechtert, dass man darüber nachdachte sie abzureißen, bis die Organisation Daughters of the American Revolution durch Spendeneinnahmen die nötigen finanziellen Mittel aufbrachte, um die Brücke zu sanieren. Es war auch jene Organisation, die den Antrag stellte die Brücke im NRHP aufzunehmen, was am 10. Juni 1975 auch gelang (NRHP-ID 75001777).
1983 wurde die Brücke erneut instand gesetzt, jedoch wurde an der Brücke vermerkt, dass die Überfahrt für Fahrzeuge das zulässige Gesamtgewicht von drei Tonnen nicht überschreiten darf.
2004 wurden diverse Reparaturen an der Brücke durchgeführt. Nach dieser weiteren Renovierung wurde das zulässige Gesamtgewicht auf 15 Tonnen heraufgesetzt. Die durchschnittliche Überfahrt von Fahrzeugen pro Tag liegt bei 20 (Stand 2010).
Die Spannweite der Brücke beträgt 19,5 Meter, die Gesamtlänge 26,9 Meter, die innere Breite 3,2 Meter. Der Baustoff der Wände bestehen zum Teil aus Weißblech.